# Ernesto Candia
Ernesto Candia de Santis (Buenos Aires, 7 settembre 1921 – Messico, 1973) è stato un calciatore e allenatore di calcio argentino, di ruolo centrocampista.

## Carriera
In attività giocava come centrocampista ed era soprannominato Chueco.

## Palmarès

### Giocatore

#### Competizioni nazionali
- Campionato spagnolo: 1

Atletico Madrid: 1949-1950